# Unstructured Supplementary Service Data

Unstructured Supplementary Service Data (USSD, qui peut se traduire en « Service supplémentaire pour données non structurées ») est une fonctionnalité des réseaux téléphoniques mobiles GSM, 3G et 4G. Il est généralement associé aux services de téléphonie de type temps réel ou de messagerie instantanée. Il n'inclut aucune des possibilités d'enregistrement et de transfert qui sont une caractéristique des messages courts SMS "normaux" (autrement dit, il n'y a pas de SMSC sur le circuit de traitement). Les temps de réponse pour des services basés USSD interactifs sont généralement plus rapides que ceux des SMS.

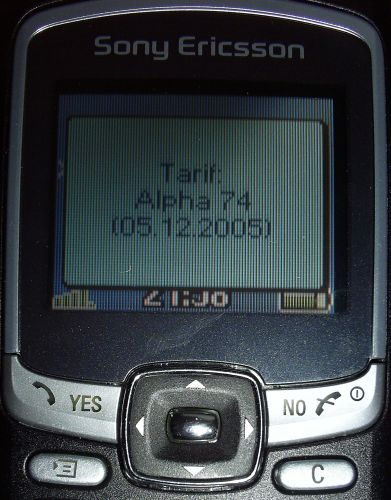
Sony Ericsson T290i utilisant l'USSD

On peut considérer que l'USSD est un SMS sans mémoire, à savoir que ce sont des paquets de structure très semblable et usant des mêmes chemins (sans utilisation d'un SMSC pour les USSD) mais que l'utilisateur non disponible après la sollicitation du service USSD, ne recevra jamais, car le paquet non délivré n'est pas ré-envoyé, ni gardé en mémoire.
USSD est typiquement utilisé comme "un déclencheur" pour invoquer les appels de services indépendants qui n'exigent pas les dépenses d'utilisation complémentaires d'un SMSC, comme un service de rappel de service (un suivi de consommation, crédit restant sur votre compte), ou un service de menus interactifs (par exemple des cours de la bourse, des résultats sportifs).
USSD est une norme permettant de transmettre l'information sur les canaux de signalisation GSM. Il est surtout utilisé comme une méthode de suivi du solde disponible et d'autres informations semblables pour les services GSM pré-payés comme les comptes mobiles (#123# pour les mobicartes d’Orange par exemple).
Les codes USSD sont de la forme (%)(%)%1XY(*text)#, où () indique un élément optionnel, % vaut « # » ou « * », X et Y sont deux chiffres (0 à 9), text est un élément alphanumérique de longueur variable. Les codes de 100 à 149 sont utilisés par un opérateur pour ses clients, les codes 150 à 199 pour les clients d'autres opérateurs en roaming sur son réseau.
Ainsi un appel en #123# depuis l'étranger (roaming) sera routé vers le pays d'origine, alors qu'un #152# s'adresserait à l'opérateur local. Cette possibilité d'adresser l'opérateur local n'est pas utilisée, notamment pour des raisons légales.
Après l'entrée d’un code d'USSD dans un téléphone GSM ou UMTS, la réponse de l'opérateur est remontée dans les secondes suivantes. USSD permet par exemple de demander un suivi de consommation. 
L'USSD permet également une gestion d'appel à des services par menus sous une forme de navigation par sollicitation générant un nouvel USSD jusqu'à obtention du service final.
USSD est la base de quelques méthodes de paiement comme Mobipay.
Certaines sociétés se sont spécialisées dans la fourniture de services basés sur la technologie USSD.

## Exemples

### Orange France
Exemple de codes USSD utilisés par Orange France :
| #123#                | Orange : Suivi conso et gestion du compte mobile client                                                                          |
| #122*06xxxxxxxx#     | Orange : Votre correspondant reçoit un SMS : « Le 06.xx.xx.xx.xx cherche à vous joindre et souhaiterait que vous le rappeliez. » |
| #125#                | Orange : Obtenir un no d’accès Wi-Fi                                                                                             |
| #124*xxxxxxxxxxxxxx# | rechargement en indiquant les 14 chiffres de la carte à gratter / ticket                                                         |
| #126*06xxxxxxxx#     | Orange : Votre correspondant reçoit un SMS : « Le 06xxxxxxxx souhaite que vous rechargiez son compte ! [...] »                   |
| *144#                | pour le suivi conso des clients des MVNO (Virgin, NRJ, Monacell…)                                                                |
| #144#                | Orange Money (transfert d'argent à l'international)                                                                              |

### Salt (Suisse)
| #121#                              | Pour consulter votre solde PrePay          |
| #121*CODERECHARGE#                 | Pour recharger votre compte avec un bon    |
| #121*CODERECHARGE*NUMEROTELEPHONE# | Pour recharger un autre compte avec un bon |

Certains opérateurs, notamment les fournisseurs de communications prépayées, utilisent ce système pour informer de la consommation mais aussi connaitre son numéro de téléphone. Par exemple, *132# chez Lycamobile et *105# chez Lebara Mobile permettent de connaitre son numéro de mobile.
D'autres opérateurs, comme par exemple le fournisseur d'accès internet et de communications prépayés comme Alfa (compagnie Libanaise) utilise des codes used plus simple , par exemple : utiliser le *11# pour voir l'aplomb d'un compte , ou le *14#code# pour recharger l'aplomb.